# HNK Hajduk Split II
El HNK Hajduk Split II es un equipo de fútbol de Croacia que milita en la Treca HNL, la tercera división de fútbol en el país.

## Historia
Fue fundado el 14 de julio de 2014 en la ciudad de Split como el principal equipo filial de HNK Hajduk Split, por lo que no es elegible para jugar en la Prva HNL ni en la Copa de Croacia.
El club es el paso final que tienen los jugadores de su academia de fútbol para llegar al profesionalismo, ya que la academia cuenta con 10 equipos categorizados por edad que inicia del equipo de 8 años al equipo B.
El equipo está compuesto principalmente por jugadores menores de 19 años luego de que el torneo juvenil de Croacia fuera disuelto y el club tiene como promesa de que al menos 5 jugadores entre 18 y 21 años sean elegibles para jugar cada semana con el primer equipo.
Como equipo juvenil ganaron varios títulos tanto locales como internacionales.

## Palmarés

### Local
- Yugoslav Championship U-18 (5): 1952, 1970, 1971, 1978, 1985[2]
- Yugoslav Cup U-18 (6): 1970, 1971, 1972, 1977, 1979, 1980[3]
- Croatian Championship U-18 (22): 1949, 1953, 1956, 1957, 1965, 1969, 1970, 1971, 1975, 1978, 1982, 1985, 1988, 1989, 1990, 1991, 1995, 1997, 1998, 2004, 2005, 2012[4][5]
- Croatian Championship U-17 (7): 1995, 1996, 1997, 2001, 2004, 2005, 2012[5]

### Internacional
- International Youth Friendly Tournament U-18 (San Giorgio, Italy) (2): 1989, 1993[6]
- Supercup Tournament U-18 (Bern, Switzerland): 1998[6]
- Kvarnerska rivijera U-18 (Rijeka, Croatia) (11): 1953, 1958, 1972, 1979, 1980, 1988, 1990, 1994, 1997, 1998, 2000[7]
- Tournament International Juniors U-19 (Croix, France) (2): 1971, 1972[8]
- Hopes Tournament U-20 (Monthey, Switzerland) (2): 1997, 1998[9]
- Jugend Cup U-17 (Bludenz, Vorarlberg, Austria): 1995[10]